# Tau Ceti e
Tau Ceti e é um exoplaneta não confirmado que pode estar nas proximidades do Sol orbitando um estrela chamada "Tau Ceti", localizada a 11,90 anos-luz (3,65 pc) do Sol, na constelação de Cetus. É o quarto planeta em distância de sua estrela no seu sistema planetário. O planeta é notável devido à sua habitabilidade e propriedades semelhantes à Terra, com um Índice de Similaridade com a Terra de 0,78 e uma órbita que o coloca na borda interna quente da zona habitável de Tau Ceti.

## Descoberta
Tal como aconteceu com os outros quatro planetas de seu sistema, foi detectado através da realização de análises estatísticas dos dados de variações da estrela em velocidade radial, que por sua vez foram obtidos usando o HIRES, o AAPS e o HARPS.

## Características
Devido ao método de detecção utilizado, algumas propriedades do planeta são conhecidos como a sua órbita e massa.
Ele orbita Tau Ceti a uma distância de 0,552 UA, com um período orbital de 168 dias e tem uma massa mínima de 4,3 massas terrestres. Porque a massa mínima de uma superterra é de 5 massas terrestres, Tau Ceti e é classificado como sendo do tamanho da Terra.

## Habitabilidade
Pouco se sabe sobre a natureza deste exoplaneta, provavelmente seria 1,8 vezes maior em tamanho do que a Terra. Se ele tiver uma atmosfera como a Terra, a temperatura da superfície seria de cerca de 68 °C (154 °F).
O planeta encontra-se na zona habitável, a uma distância de sua estrela de 0,552 UAs (entre as distâncias de Mercúrio e Vênus no nosso sistema solar), com um período orbital de 168 dias. Se confirmado será o segundo exoplaneta potencialmente habitável mais perto de nós.